# Alkanna syriaca
Alkanna syriaca là loài thực vật có hoa trong họ Mồ hôi. Loài này được (Boiss. & Hohen.) Boiss. mô tả khoa học đầu tiên năm 1875.